# Jucifer
Jucifer est un groupe de sludge metal américain, originaire d'Athens, dans l'État de Géorgie. Leur style  musical est fréquemment décrit comme « un mélange de Portishead et Black Sabbath ou les Melvins. » Formé au début des années 1990, le groupe est composé de Amber Valentine à la guitare et Edgar Livengood à la batterie, qui sont par ailleurs époux. Ils sont connus pour leur mode de vie nomade et leurs tournées quasi permanentes.

## Biographie
Jucifer est formé en 1993 par Amber Valentine et son compagnon Edgar Livengood. la formation sort un premier album, Calling All Cars on the Vegas Strip, sur son propre label Crack Rock. Ils signent ensuite chez Capricorn Records, qui réédite l'opus, ainsi que les EP Lambs et Warbird, en 2001 et 2004, respectivement. À l'occasion de leur album suivant, If Thine Enemy Hunger, Jucifer signe chez Relapse Records, label chez lequel il est toujours signé actuellement,.
En mars 2008, Jucifer publie sur quatrième album, L'Autrichienne, enregistré en juillet 2007,. En support à cette sortie, le groupe effectue sa première tournée en Europe, qui est un succès et fut suivie d'une autre tournée aux États-Unis et au Canada.
En 2010, Jucifer fonde son propre label, Nomadic Fortress Records, et signe un contrat de distribution avec Relapse Records. Le groupe continue de tourner en Amérique du Nord et retourne en Europe en 2010, 2011, 2012, 2013, et 2014. L'album Throned in Blood est publié en avril 2010 par Nomadic Fortress Records en CD, et en vinyle par Alternative Tentacles. En 2011, l'EP démo publié en 1994, Nadir, est remasterisé par Scott Hull et réédité en format numérique par le label Grindcore Karaoke. En 2012, Nadir est remasterisé en version vinyle par Brad Boatright et édité par Mutants of the Monster. Le 17 juillet 2013, Jucifer publie l'album За Волгой для нас земли нет via Nomadic Fortress et Mutants of the Monster. Un nouvel album, intitulé District of Dystopia, est publié en CD et sur Internet par Nomadic Fortress en décembre 2014. Il s'agit d'un album-concept inspiré des atrocités menées par le gouvernement américain.
En octobre 2015, District of Dystopia est masterisé en vinyle par Brad Boatright.

## Discographie
- 1999 : Calling All Cars on the Vegas Strip
- 2001 : Lambs (EP)
- 2002 : I Name You Destroyer
- 2004 : War Bird (2004, Velocette Records)
- 2004 : A Partridge In A Pear Tree DVD (DVD)
- 2006 : If Thine Enemy Hunger
- 2008 : L'Autrichienne
- 2002 : Veterans of Volume: Live With Eight Cameras (DVD)
- 2013 : за волгой для нас земли нет (There is No Land Beyond the Volga)
- 2014 : District of Dystopia
- 2019 : Futility (EP) [7]
- 2020 : Nazm (نظم) [8]